# Tunay Torun
Tunay Torun (Hamburgo, 21 de abril de 1990) é um futebolista turco que atua como atacante. Atualmente, joga pelo Fatih Karagümrük.